# 마크 퀸
마크 퀸 (Marc Quinn, 1964년 1월 8일~)은 영국의 현대미술 작가로, 조각, 설치미술, 회화 등 다양한 작품으로 활동 중인 아티스트이다. 1990년대 이후 영국 미술의 큰 흐름인 영 브리티시 아티스트의 대표작가 중 한 명으로서 존 소언 박물관, 테이트 갤러리, 국립 초상화 미술관, 바이엘러 재단, 프라다 재단 등에서 개인전을 개최하였다.
마크 퀸은 신체, 유전학, 정체성, 환경, 미디어 등의 주제를 통해 '지금의 세계에서 인간이 된다는 것이 무엇인지'를 탐구한다. 마크 퀸의 작품은 혈액, 빵, 꽃에서부터 대리석, 스테인리스에 이르기까지 매우 다양한 재료가 사용되는 것으로 유명하다. 대표작으로는 본인의 혈액을 얼려 만든 두상인 <Self> (1991년~현재)가 있다. 그리고 일약
yBa (young British artists)의 대표작가가 되었다.
2004년 트라팔가 광장의 포스 플린스 (Fourth plinth) 공간을 활용한 현대미술 설치 프로젝트에서 최초의 초대작가로 선정되었으며 <Alison Lapper Pregnant>라는 작품을 선보였다. 2009년에는 바이엘러 재단의 주최로 회고전을 개최하였으며 여기서 상술한 <Self>를 전시하였다. 현재 런던에 거주하며 작품 활동을 이어나가고 있다.

## 활동

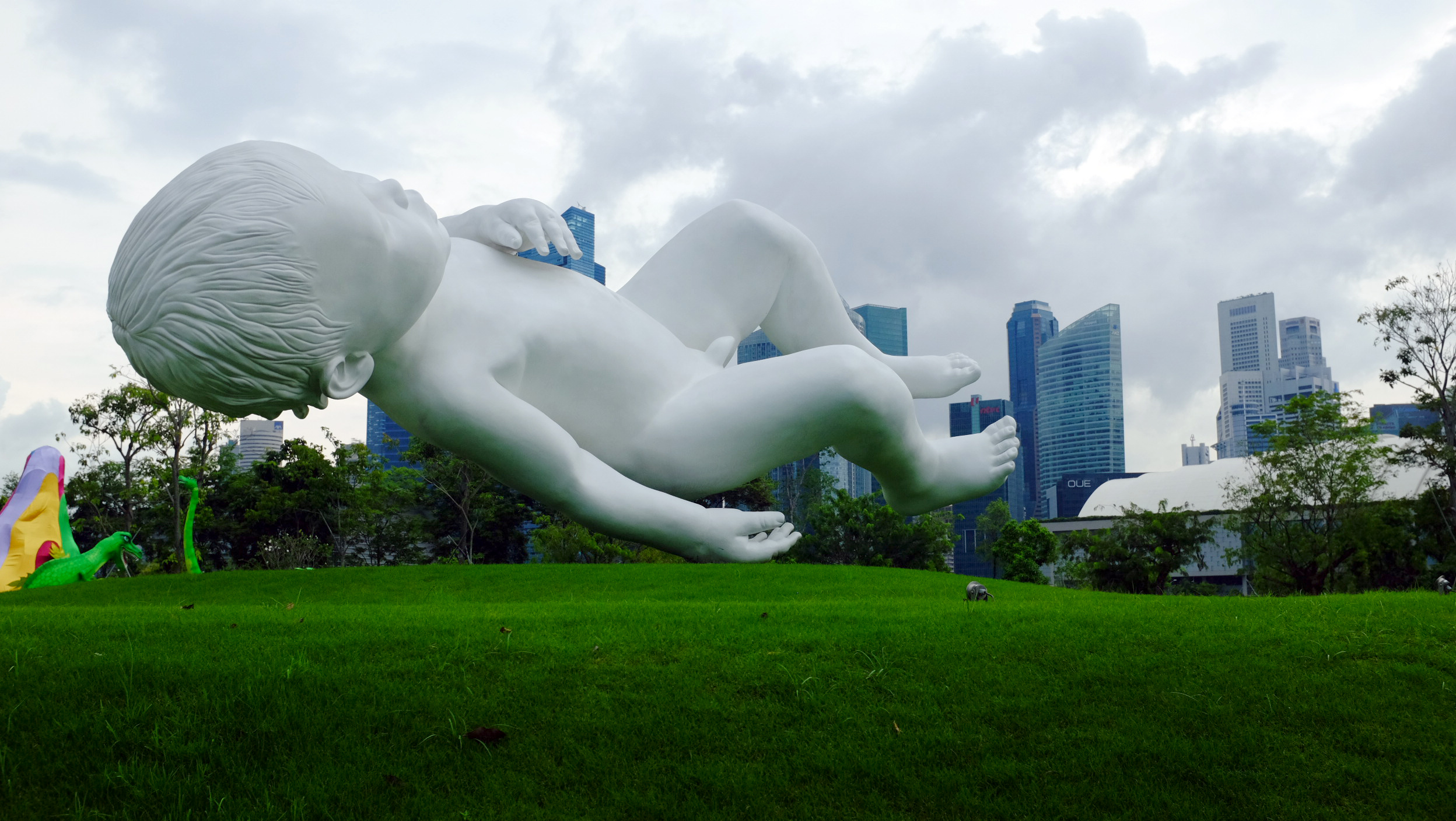
마크 퀸의 'Planet' (싱가포르 소재)

1964년 1월 8일 영국 런던에서 프랑스인 어머니와 영국인 아버지 사이에서 태어났다. 어린 시절은 프랑스 파리에서 보냈으며 아버지는 국제 도량형국 (BIPM)에서 근무하는 물리학자였다. 마크 퀸은 어렸을 때 아버지의 실험실에서 보았던 다양한 과학장비, 특히 원자 시계에 매력을 느꼈다고 회고한다. 영국으로 돌아온 마크 퀸은 잉글랜드 서머싯주의 밀필드 사립기숙학교를 거쳐, 케임브리지 대학교 로빈슨 칼리지에서 역사와 미술사를 전공했다.
1990년대 초 마크 퀸은 갤러리 운영자 제이 조플링의 첫번째 대표 예술가로 발탁되었다. 1991년 조플링과 함께 첫 전시회를 열게 된 마크 퀸은 본인의 혈액 9파인트 (약 5.1리터)을 얼려 만든 두상인 《나 자신》 (Self, 1991년)을 공개하였다.
90년대 이르러 마크 퀸과 몇몇 동료 작가들은 예술의 제작과 경험에 대한 급진적인 접근법을 선보였다. 이들과 관련해 1992년 영국 작가 마이클 코리스(Michael Corris)가 아트포럼에서 '젊은 영국 예술가' (Young British Artist)라는 명칭을 붙였으며, 구성원으로는 코넬리아 파커, 세라 루커스, 데이미언 허스트, 레이철 화이트리드, 트레이시 에민 등이 있었다.